# Joana de Lencastre
Joana de Lencastre (em inglês:  Joan; Castelo de Grosmont, c. 1312 — 7 de julho de 1349) foi uma nobre galesa. Ela foi baronesa de Mowbray pelo seu casamento com João de Mowbray, 3.º Barão Mowbray.

## Família
Joana foi a quarta criança e terceira filha nascida de Henrique, 3.º Conde de Lencastre e de Maud Chaworth. Os seus avós paternos foram Edmundo de Lencastre e Branca de Artois. Os seus avós maternos foram Sir Patrício de Chaworth de Kidwell e Isabel de Beauchamp. Pela linhagem paterna era descendente direta do rei Henrique III de Inglaterra e de Leonor da Provença.
Joana teve seis irmãos, entre eles: Henrique de Grosmont, 1.º Duque de Lancaster; Branca, esposa de Tomás Wake, 2.º Barão Wake de Lidell; Matilde, primeiro foi casada com Guilherme Donn de Burgh, 3.º Conde de Ulster e depois foi esposa de Sir Ralph de Ufford; Isabel, abadessa de Amesbury; Leonor, primeiro esposa de João de Beaumont, 2.º Beaumont e depois de Ricardo Fitzalan, 3.º Conde de Arundel, e Maria, esposa de Henrique Percy, 3.º Barão Percy.
Uma de suas sobrinhas era Isabel de Burgh, 4.ª Condessa de Ulster, esposa de Leonel de Antuérpia, filho do rei Eduardo III, sendo mãe de Filipa Plantageneta, 5.ª Condessa de Ulster, que durante um período esteve na linha sucessória do trono inglês. Outra sobrinha, Branca, foi esposa de João de Gante, outro filho de Eduardo III, e mãe do rei Henrique IV.

## Biografia
Em data posterior a 28 de fevereiro de 1327, a jovem casou-se com o barão João de Mowbray, filho de João de Mowbray, 2.º Barão Mowbray e de Aline de Braose. Sua primeira esposa foi Matilde de Holanda, que foi anulado mais tarde.
O casal teve três filhos, duas meninas e um menino.
Joana faleceu devido a peste bubônica no dia 7 de julho de 1349, e foi sepultada na Abadia Byland, em North Yorkshire. 

## Descendência
- Branca de Mowbray (m. 1409), foi casada cinco vezes: seu primeiro marido foi John Segrave, o segundo foi o barão Robert Bertram, o terceiro foi o barão Thomas Poynings, o penúltimo foi John Worth, e por fim, John Wiltshire. Sem descendência;
- Leonor Mowbray (m. antes de 18 de junho de 1387), primeiro foi casada com Jorge de la Warre, 3.º Senhor la Warre, com quem teve um filho, e depois foi esposa de Sir Luís de Clifford, com quem teve um filho;
- João de Mowbray, 4.º Barão Mowbray (25 de junho de 1340 – 17 de junho de 1368), foi marido de Isabel de Segrave, com quem teve três filhos. Foi assassinado pelos turcos, a caminho da Terra Santa, próximo a Constantinopla.